# Sinophasma mirabile
Sinophasma mirabile är en insektsart som beskrevs av Günther 1940. Sinophasma mirabile ingår i släktet Sinophasma och familjen Diapheromeridae. Inga underarter finns listade i Catalogue of Life.